# Municipio de Sherman (condado de Ellsworth)
El municipio de Sherman (en inglés: Sherman Township) es un municipio ubicado en el condado de Ellsworth en el estado estadounidense de Kansas. En el año 2010 tenía una población de 60 habitantes y una densidad poblacional de 0,64 personas por km².

## Geografía
El municipio de Sherman se encuentra ubicado en las coordenadas 38°49′42″N 98°12′25″O / 38.82833, -98.20694. Según la Oficina del Censo de los Estados Unidos, el municipio tiene una superficie total de 94.35 km², de la cual 94,14 km² corresponden a tierra firme y (0,23 %) 0,21 km² es agua.

## Demografía
Según el censo de 2010, había 60 personas residiendo en el municipio de Sherman. La densidad de población era de 0,64 hab./km². De los 60 habitantes, el municipio de Sherman estaba compuesto por el 100 % blancos. Del total de la población el 1,67 % eran hispanos o latinos de cualquier raza.